# زوران

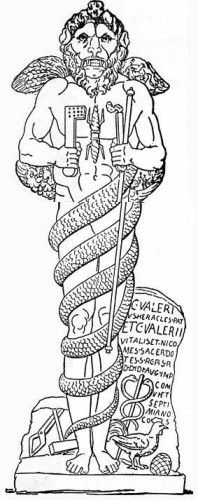
رسم لزوران

زوران أو زورفان على حسب معتقدات الزورانية الزردشتية الإله الأعلى الذي خلق الخير والشر.
حسب اعتقاد الزورانية، فإن زوران هو الوقت وهو الخالق لكل شيء على عكس عقيدة الزرادشتية في ألوهية أهورامازدا واعتباره خالق الشر (أهيرمان)، فإن زوران حسب اعتقادهم هو الخالق الأعلى لكل من الخير والشر (أي خالق أهورامازدا وأهرمان).
الزورانية كانت تعرف زوران بـ («واحد»، «وحدة») حيث كان يذكر ويؤنث. كان يصور كإله متسام ومحايد، بدون عاطفة، وكذلك تعرف الزورانية بـ«الزمنية» (أي أن زوران هو الوقت).